# Rhinocerotidae
I Rinocerontidi (Rhinocerotidae Gray, 1820, dal greco antico ῥινόκερως rhīnòkerōs, formato da ῥίς, ῥινός, "naso" e κέρας, -ατος, "corno") sono una famiglia di ungulati dell'ordine dei perissodattili. Essa comprende cinque specie viventi, comunemente note come rinoceronti, due africane e tre asiatiche, differenti fra loro, ma con alcune caratteristiche comuni che le rendono immediatamente distinguibili dagli altri animali.

## Caratteristiche generali
Tutti i rinoceronti hanno una vista debole, una struttura massiccia, con il corpo allungato e le zampe colonnari, una testa grossa sormontata da uno o due corni, che pur essendo estremamente robusti non sono di materiale osseo ma di cheratina, la stessa sostanza di cui sono composti peli e capelli. Sono erbivori ma l'alimentazione varia a seconda della specie.
Le due specie africane sono il rinoceronte nero (Diceros bicornis) e il rinoceronte bianco (Ceratotherium simum). Il primo si differenzia per la struttura più agile, il dorso insellato, le orecchie quasi tonde e, come suggerisce il nome, una colorazione più scura, anche se non propriamente nera. Il rinoceronte nero è inoltre più piccolo: i maschi misurano circa 3,75 m di lunghezza, 1,5 m di altezza alla spalla e pesano due tonnellate. Inoltre il rinoceronte nero ha un labbro dalla forma a uncino e si nutre delle foglie più basse degli alberi. Il rinoceronte bianco invece ha il labbro quadrato e si nutre brucando l'erba e inoltre è più grosso: i maschi misurano 3,9-4,5 metri di lunghezza, 1,8-2 metri di altezza al garrese e 2,2-3,6 tonnellate di peso. In effetti, il rinoceronte bianco è il più grosso animale terrestre dopo gli elefanti e insieme all'ippopotamo tanto che pare che esso sia stato chiamato così per un'incomprensione, in quanto invece di "white" si volesse chiamarlo "wide" (largo, grande). Un'altra fondamentale differenza sta nel temperamento: mentre il rinoceronte bianco è pacifico e tranquillo, quello nero può rivelarsi molto aggressivo ed è famoso per le sue cariche furiose contro le jeep e altri autoveicoli nella savana, che spesso vengono seriamente danneggiati.
Le tre specie di rinoceronti asiatici sono meno conosciute. Esse sono il rinoceronte indiano, il rinoceronte di Giava e il rinoceronte di Sumatra.

## Status

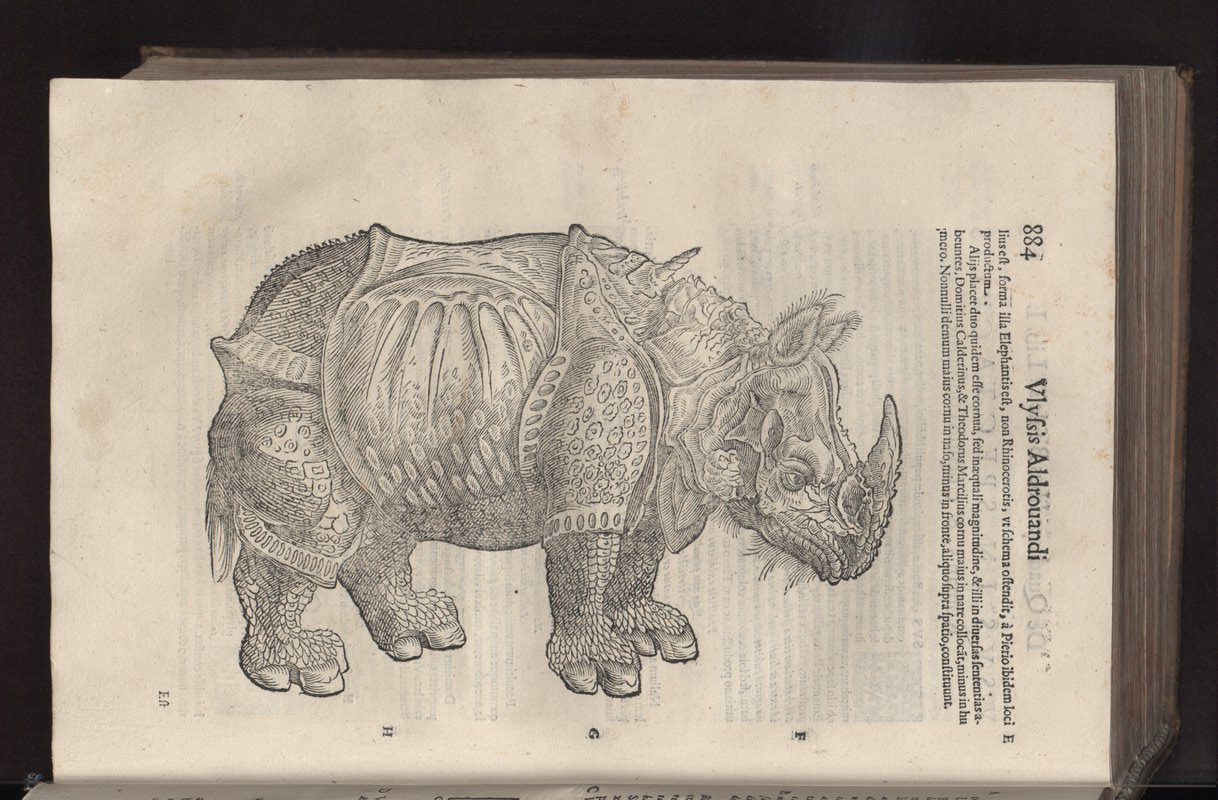
Illustrazione di un rinoceronte nel Quadrupedum omnium bisulcorum historia di Ulisse Aldrovandi. L'illustrazione è stata ispirata da una xilografia del Dürer.

I rinoceronti africani erano circa 160.000 nel 1970, ma la loro consistenza numerica è da anni ridotta a circa 10.000, per la maggior parte rinoceronti bianchi, mentre i rinoceronti neri sono stati in larga parte sterminati. Le cause di questo drastico calo nel numero di esemplari vanno ricercate nella caccia da parte dell'uomo.
I rinoceronti erano assai diffusi in Africa come anche in Asia meridionale, ma il contatto con gli uomini europei decisi a cacciarli fu per essi drammatico. Infatti la strategia di difesa che adottano questi animali non è la fuga che potrebbero efficacemente attuare grazie alle doti di velocità e agilità, bensì la carica frontale contro l'aggressore. Un comportamento decisamente controproducente contro armi precise e potenti come i fucili da caccia grossa di cui erano dotati i nuovi cacciatori europei.
Fino a non molti decenni fa si cacciavano i rinoceronti soprattutto per scopo di intrattenimento nei safari di caccia grossa (vi furono cacciatori che uccisero oltre mille esemplari). Successivamente prevalse invece il bracconaggio per motivi economici, il cui scopo principale è impadronirsi del corno del rinoceronte, utilizzato dagli arabi per fare impugnature di pugnali pregiati e dai cinesi nelle ricette di medicina tradizionale, che gli attribuisce doti da afrodisiaco.
Il bracconaggio ha provocato una strage di questi animali, che sono efficacemente protetti quasi esclusivamente in Sudafrica, paese nel quale vivono solo popolazioni di rinoceronte bianco; questo spiega perché il numero dei rinoceronti bianchi sia adesso maggiore di quello degli altri tipi.
Il rinoceronte asiatico è più prossimo all'estinzione di quello africano. Restano poco più di duemila rinoceronti indiani, da 300 a 350 rinoceronti di Sumatra e una cinquantina di rinoceronti di Giava. Tutti sono stati cacciati per le loro corna.

## Evoluzione

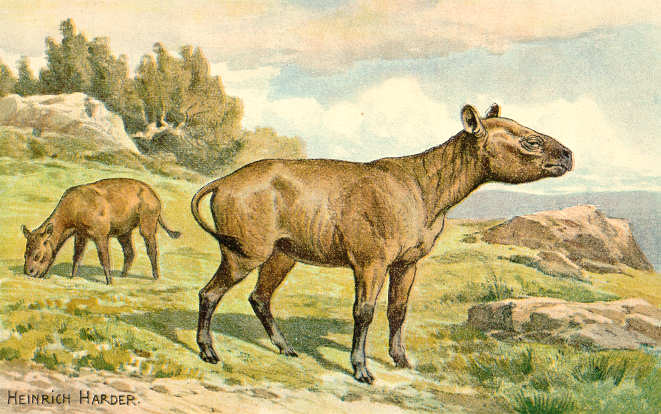
Hyracodon

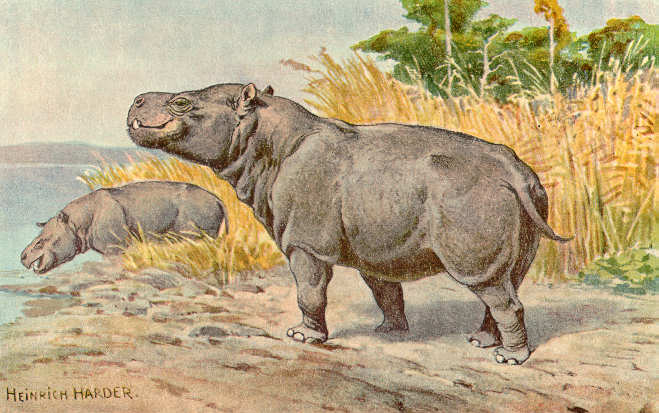
Metamynodon

I rinoceronti appartengono al gruppo di Perissodattili noti come Ceratomorfi (Ceratomorpha). Questo gruppo, nel Terziario inferiore, era estremamente diversificato e comprendeva diverse famiglie di erbivori primitivi, tra cui Isectolophidae, Deperetellidae, Lophialetidae e Helaletidae, che forse diedero origine ai tapiri. Assieme a questi piccoli animali incominciarono a svilupparsi gli antenati dei rinoceronti, come Hyrachyus e Breviodon. Queste forme primitive includevano erbivori poco specializzati della taglia di una pecora, e vengono classificate nella superfamiglia Rhinocerotoidea. Da questi animali si svilupparono gli Aminodontidi (Amynodontidae, come Metamynodon e Cadurcotherium), pesanti erbivori simili a ippopotami vissuti principalmente nell'Oligocene (da 35 a 25 milioni di anni fa) e gli Iracodontidi (Hyracodontidae), snelli e veloci, dalla corporatura simile a quella di un pony. Un'ulteriore evoluzione degli iracodontidi portò alla comparsa dei più grandi mammiferi terrestri, gli asiatici Indricoteri (gen. Paraceratherium), lunghi anche otto metri.

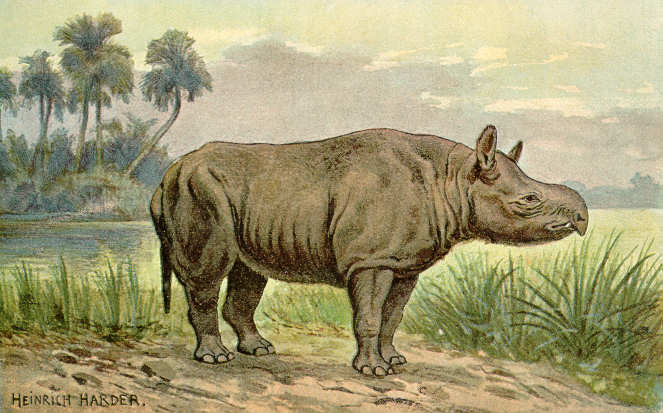
Aceratherium

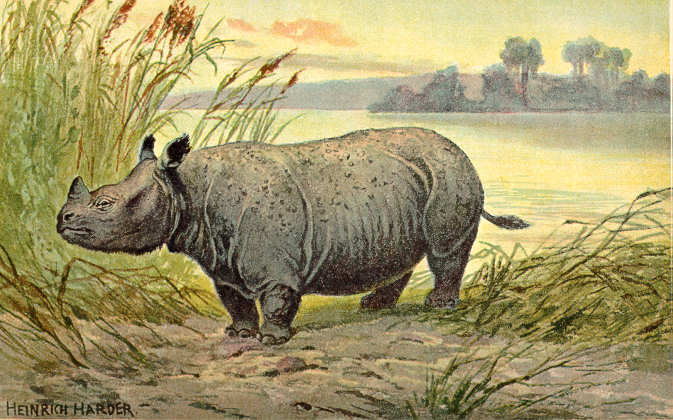
Teleoceras

I veri rinoceronti (Rhinocerotidae) apparvero nell'Eocene medio, con forme ancora piccole e primitive ma che già anticipavano le successive specie di dimensioni maggiori. Tra questi antichi progenitori sono da ricordare gli americani Teletaceras e Uintaceras e soprattutto Protaceratherium e Epiaceratherium, rinvenuto anche in Veneto. Il primo rinoceronte di gran mole è Trigonias, dell'Eocene superiore e dell'Oligocene: ancora sprovvisto di corno, questo animale era già di forme pesanti; un'altra forma simile era Subhyracodon. Nel corso dell'Oligocene i rinoceronti si diffusero in Asia, Europa, Africa e America del Nord. In particolare, grande sviluppo ebbe un gruppo di rinoceronti dalle zampe lunghe abituati a vivere nelle praterie: gli Acerateri (Aceratheriini), tra cui Aceratherium, Chilotherium, Mesaceratherium, Hoploaceratherium, Plesiaceratherium e Aphelops, che sopravvissero fino al Pliocene (circa quattro milioni di anni fa); una forma particolare, Peraceras, era dotata di zampe corte. Un altro gruppo, dalle caratteristiche diametralmente opposte, fu quello dei Teleocerati (Teleoceratini), come Teleoceras, Brachydiceratherium, Diaceratherium, Prosantorhinus e Brachypotherium, che svilupparono corporatura e modo di vita simile a quello degli ippopotami. Un altro tipico rinoceronte oligocenico fu Ronzotherium.
Nel corso del Miocene prosperarono anche altri tipi di rinoceronti dotati di una dentatura adatta alle fibre dure, gli Elasmoteri (Elasmotheriinae), come Diceratherium, Menoceras, e i più specializzati Iranotherium morgani, Ningxiatherium, Victoriaceros kenyensis, Ougandatherium napakense e Sinotherium, dotati di corna ben sviluppate.

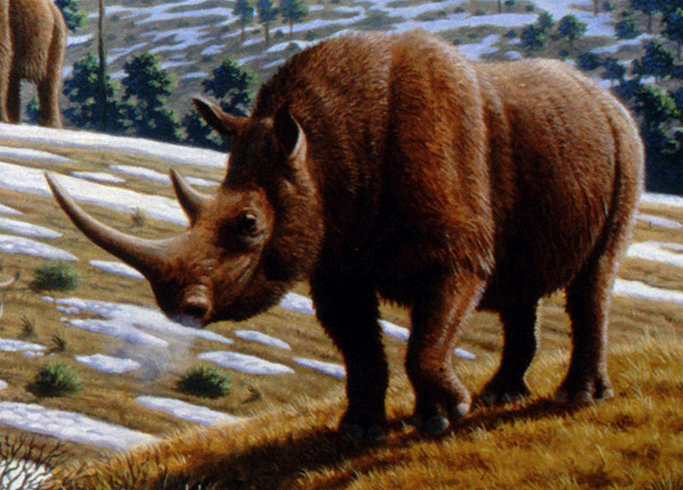
Coelodonta

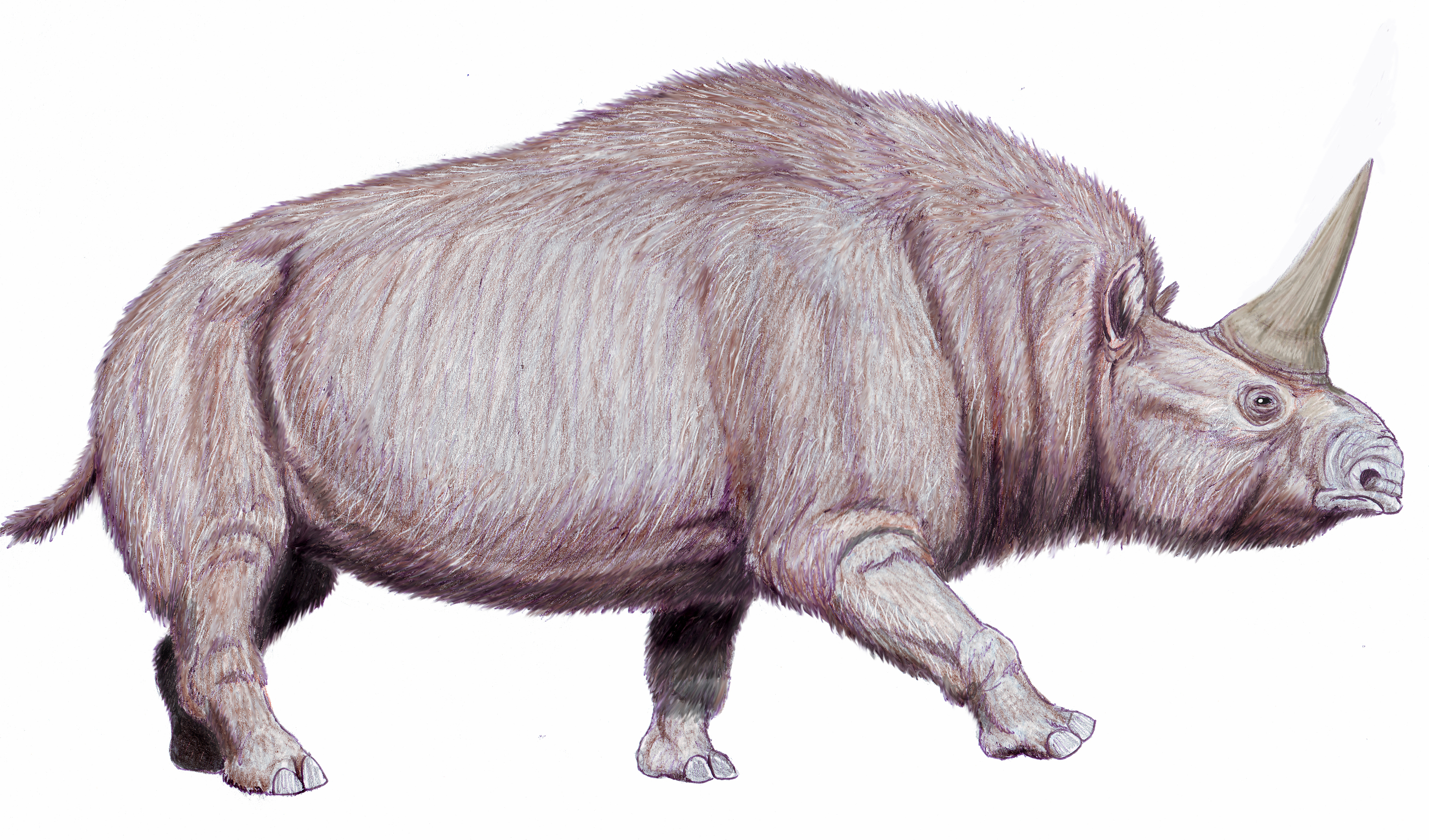
Elasmotherium

Nel frattempo si stavano evolvendo anche rinoceronti di tipo moderno (per esempio Rusingaceros): l'asiatico Gaindatherium del Miocene può essere considerato un antenato dell'odierno genere Rhinoceros. Nel Pliocene e Pleistocene grande diffusione ebbe il genere Dicerorhinus, attualmente rappresentato dal solo rinoceronte di Sumatra (Dicerorhinus sumatrensis), e l'affine Stephanorhinus, forse derivati da Lartetotherium del Miocene. I primi esemplari di rinoceronti africani (generi Diceros e Ceratotherium) comparvero nel Pliocene.
I mutamenti climatici di fine Pliocene portarono all'estinzione dei Teleocerati e degli Acerateri, mentre gli Elasmoteri si specializzarono sempre più fino a dare vita, nel Pleistocene medio, all'elasmoterio (Elasmotherium sibiricum), dotato di un corno alto fino a due metri. Le glaciazioni finirono per fare estinguere anche la maggior parte dei rinoceronti di clima caldo di Europa e Asia, ma permisero la comparsa del rinoceronte lanoso (Coelodonta antiquitatis), caratteristico dell'Asia e dell'Europa e adattatosi ai climi più rigidi. La fine delle glaciazioni fece estinguere anche questo gigante.

## Tassonomia
La famiglia Rhinocerontidae, comprese anche le specie estinte, viene così classificata:
- Famiglia Rhinocerotidae
  - †Epiaceratherium
  - †Guixia
  - †Penetrigonias
  - †Pleuroceros
  - †Protaceratherium
  - †Ronzotherium
  - †Teletaceras
  - †Trigonias
  - †Uintaceras
  - Sottofamiglia Rhinocerotinae
    - Tribù Aceratheriini
      - †Aceratherium
      - †Acerorhinus
      - †Alicornops
      - †Aphelops
      - †Chilotheridium
      - †Chilotherium
      - †Dromoceratherium
      - †Floridaceras
      - †Hoploaceratherium
      - †Mesaceratherium
      - †Peraceras
      - †Plesiaceratherium
      - †Protaceratherium
      - †Sinorhinus
      - †Subchilotherium

    - Tribù Teleoceratini
      - †Aprotodon
      - †Brachydiceratherium
      - †Brachypodella
      - †Brachypotherium
      - †Diaceratherium
      - †Prosantorhinus
      - †Shennongtherium
      - †Teleoceras

    - Tribù Rhinocerotini
      - †Gaindatherium
      - Rhinoceros
        - Rhinoceros sondaicus
        - Rhinoceros unicornis

      - †Rusingaceros

    - Tribù Dicerorhinini
      - †Coelodonta
      - Dicerorhinus
      - †Dihoplus
      - †Lartetotherium
      - †Stephanorhinus

    - Tribù Dicerotini
      - Ceratotherium
      - Diceros
      - †Paradiceros

  - Sottofamiglia Elasmotheriinae
    - †Gulfoceras
    - †Victoriaceros
    - Tribù Diceratheriini
      - †Diceratherium
      - †Subhyracodon

    - Tribù Elasmotheriini
      - †Bugtirhinus
      - †Caementodon
      - †Elasmotherium
      - †Hispanotherium
      - †Iranotherium
      - †Kenyatherium
      - †Meninatherium
      - †Menoceras
      - †Ningxiatherium
      - †Ougandatherium
      - †Parelasmotherium
      - †Procoelodonta
      - †Sinotherium

### Filogenesi rinocerontidi attuali
Albero filogenetico delle cinque specie viventi della famiglia Rhinocerontidae costruito su basi molecolari:
|  | Ceratotherium simum - rinoceronte bianco |
|  |                                          |

|  | Diceros bicornis - rinoceronte nero |
|  |                                     |

|  | Ceratotherium simum - rinoceronte bianco |
|  |                                          |

|  | Diceros bicornis - rinoceronte nero |
|  |                                     |

|  | Ceratotherium simum - rinoceronte bianco |
|  |                                          |

|  | Diceros bicornis - rinoceronte nero |
|  |                                     |

|  | Ceratotherium simum - rinoceronte bianco |
|  |                                          |

|  | Diceros bicornis - rinoceronte nero |
|  |                                     |

|  | \| \| Dicerorhinus sumatrensis - rinoceronte di Sumatra \| \| \| \| |
|  |                                                                     |
|  | Dicerorhinus sumatrensis - rinoceronte di Sumatra                   |
|  |                                                                     |

|  | Dicerorhinus sumatrensis - rinoceronte di Sumatra |
|  |                                                   |

| Rhinoceros | \| \| Rhinoceros sondaicus - rinoceronte di Giava \| \| \| \| \| \| Rhinoceros unicornis - rinoceronte indiano \| \| \| \| |
|            | \| \| Rhinoceros sondaicus - rinoceronte di Giava \| \| \| \| \| \| Rhinoceros unicornis - rinoceronte indiano \| \| \| \| |
|            | Rhinoceros sondaicus - rinoceronte di Giava                                                                                |
|            | |
|            | Rhinoceros unicornis - rinoceronte indiano                                                                                 |
|            | |

|  | Rhinoceros sondaicus - rinoceronte di Giava |
|  |                                             |
|  | Rhinoceros unicornis - rinoceronte indiano  |
|  |                                             |

|  | \| \| Dicerorhinus sumatrensis - rinoceronte di Sumatra \| \| \| \| |
|  |                                                                     |
|  | Dicerorhinus sumatrensis - rinoceronte di Sumatra                   |
|  |                                                                     |

|  | Dicerorhinus sumatrensis - rinoceronte di Sumatra |
|  |                                                   |

| Rhinoceros | \| \| Rhinoceros sondaicus - rinoceronte di Giava \| \| \| \| \| \| Rhinoceros unicornis - rinoceronte indiano \| \| \| \| |
|            | \| \| Rhinoceros sondaicus - rinoceronte di Giava \| \| \| \| \| \| Rhinoceros unicornis - rinoceronte indiano \| \| \| \| |
|            | Rhinoceros sondaicus - rinoceronte di Giava                                                                                |
|            | |
|            | Rhinoceros unicornis - rinoceronte indiano                                                                                 |
|            | |

|  | Rhinoceros sondaicus - rinoceronte di Giava |
|  |                                             |
|  | Rhinoceros unicornis - rinoceronte indiano  |
|  |                                             |

|  | Ceratotherium simum - rinoceronte bianco |
|  |                                          |

|  | Diceros bicornis - rinoceronte nero |
|  |                                     |

|  | Ceratotherium simum - rinoceronte bianco |
|  |                                          |

|  | Diceros bicornis - rinoceronte nero |
|  |                                     |

|  | Ceratotherium simum - rinoceronte bianco |
|  |                                          |

|  | Diceros bicornis - rinoceronte nero |
|  |                                     |

|  | Ceratotherium simum - rinoceronte bianco |
|  |                                          |

|  | Diceros bicornis - rinoceronte nero |
|  |                                     |

|  | \| \| Dicerorhinus sumatrensis - rinoceronte di Sumatra \| \| \| \| |
|  |                                                                     |
|  | Dicerorhinus sumatrensis - rinoceronte di Sumatra                   |
|  |                                                                     |

|  | Dicerorhinus sumatrensis - rinoceronte di Sumatra |
|  |                                                   |

| Rhinoceros | \| \| Rhinoceros sondaicus - rinoceronte di Giava \| \| \| \| \| \| Rhinoceros unicornis - rinoceronte indiano \| \| \| \| |
|            | \| \| Rhinoceros sondaicus - rinoceronte di Giava \| \| \| \| \| \| Rhinoceros unicornis - rinoceronte indiano \| \| \| \| |
|            | Rhinoceros sondaicus - rinoceronte di Giava                                                                                |
|            | |
|            | Rhinoceros unicornis - rinoceronte indiano                                                                                 |
|            | |

|  | Rhinoceros sondaicus - rinoceronte di Giava |
|  |                                             |
|  | Rhinoceros unicornis - rinoceronte indiano  |
|  |                                             |

|  | \| \| Dicerorhinus sumatrensis - rinoceronte di Sumatra \| \| \| \| |
|  |                                                                     |
|  | Dicerorhinus sumatrensis - rinoceronte di Sumatra                   |
|  |                                                                     |

|  | Dicerorhinus sumatrensis - rinoceronte di Sumatra |
|  |                                                   |

| Rhinoceros | \| \| Rhinoceros sondaicus - rinoceronte di Giava \| \| \| \| \| \| Rhinoceros unicornis - rinoceronte indiano \| \| \| \| |
|            | \| \| Rhinoceros sondaicus - rinoceronte di Giava \| \| \| \| \| \| Rhinoceros unicornis - rinoceronte indiano \| \| \| \| |
|            | Rhinoceros sondaicus - rinoceronte di Giava                                                                                |
|            | |
|            | Rhinoceros unicornis - rinoceronte indiano                                                                                 |
|            | |

|  | Rhinoceros sondaicus - rinoceronte di Giava |
|  |                                             |
|  | Rhinoceros unicornis - rinoceronte indiano  |
|  |                                             |

|  | Ceratotherium simum - rinoceronte bianco |
|  |                                          |

|  | Diceros bicornis - rinoceronte nero |
|  |                                     |

|  | Ceratotherium simum - rinoceronte bianco |
|  |                                          |

|  | Diceros bicornis - rinoceronte nero |
|  |                                     |

|  | Ceratotherium simum - rinoceronte bianco |
|  |                                          |

|  | Diceros bicornis - rinoceronte nero |
|  |                                     |

|  | Ceratotherium simum - rinoceronte bianco |
|  |                                          |

|  | Diceros bicornis - rinoceronte nero |
|  |                                     |

|  | \| \| Dicerorhinus sumatrensis - rinoceronte di Sumatra \| \| \| \| |
|  |                                                                     |
|  | Dicerorhinus sumatrensis - rinoceronte di Sumatra                   |
|  |                                                                     |

|  | Dicerorhinus sumatrensis - rinoceronte di Sumatra |
|  |                                                   |

| Rhinoceros | \| \| Rhinoceros sondaicus - rinoceronte di Giava \| \| \| \| \| \| Rhinoceros unicornis - rinoceronte indiano \| \| \| \| |
|            | \| \| Rhinoceros sondaicus - rinoceronte di Giava \| \| \| \| \| \| Rhinoceros unicornis - rinoceronte indiano \| \| \| \| |
|            | Rhinoceros sondaicus - rinoceronte di Giava                                                                                |
|            | |
|            | Rhinoceros unicornis - rinoceronte indiano                                                                                 |
|            | |

|  | Rhinoceros sondaicus - rinoceronte di Giava |
|  |                                             |
|  | Rhinoceros unicornis - rinoceronte indiano  |
|  |                                             |

|  | \| \| Dicerorhinus sumatrensis - rinoceronte di Sumatra \| \| \| \| |
|  |                                                                     |
|  | Dicerorhinus sumatrensis - rinoceronte di Sumatra                   |
|  |                                                                     |

|  | Dicerorhinus sumatrensis - rinoceronte di Sumatra |
|  |                                                   |

| Rhinoceros | \| \| Rhinoceros sondaicus - rinoceronte di Giava \| \| \| \| \| \| Rhinoceros unicornis - rinoceronte indiano \| \| \| \| |
|            | \| \| Rhinoceros sondaicus - rinoceronte di Giava \| \| \| \| \| \| Rhinoceros unicornis - rinoceronte indiano \| \| \| \| |
|            | Rhinoceros sondaicus - rinoceronte di Giava                                                                                |
|            | |
|            | Rhinoceros unicornis - rinoceronte indiano                                                                                 |
|            | |

|  | Rhinoceros sondaicus - rinoceronte di Giava |
|  |                                             |
|  | Rhinoceros unicornis - rinoceronte indiano  |
|  |                                             |

|  | Ceratotherium simum - rinoceronte bianco |
|  |                                          |

|  | Diceros bicornis - rinoceronte nero |
|  |                                     |

|  | Ceratotherium simum - rinoceronte bianco |
|  |                                          |

|  | Diceros bicornis - rinoceronte nero |
|  |                                     |

|  | Ceratotherium simum - rinoceronte bianco |
|  |                                          |

|  | Diceros bicornis - rinoceronte nero |
|  |                                     |

|  | Ceratotherium simum - rinoceronte bianco |
|  |                                          |

|  | Diceros bicornis - rinoceronte nero |
|  |                                     |

|  | \| \| Dicerorhinus sumatrensis - rinoceronte di Sumatra \| \| \| \| |
|  |                                                                     |
|  | Dicerorhinus sumatrensis - rinoceronte di Sumatra                   |
|  |                                                                     |

|  | Dicerorhinus sumatrensis - rinoceronte di Sumatra |
|  |                                                   |

| Rhinoceros | \| \| Rhinoceros sondaicus - rinoceronte di Giava \| \| \| \| \| \| Rhinoceros unicornis - rinoceronte indiano \| \| \| \| |
|            | \| \| Rhinoceros sondaicus - rinoceronte di Giava \| \| \| \| \| \| Rhinoceros unicornis - rinoceronte indiano \| \| \| \| |
|            | Rhinoceros sondaicus - rinoceronte di Giava                                                                                |
|            | |
|            | Rhinoceros unicornis - rinoceronte indiano                                                                                 |
|            | |

|  | Rhinoceros sondaicus - rinoceronte di Giava |
|  |                                             |
|  | Rhinoceros unicornis - rinoceronte indiano  |
|  |                                             |

|  | \| \| Dicerorhinus sumatrensis - rinoceronte di Sumatra \| \| \| \| |
|  |                                                                     |
|  | Dicerorhinus sumatrensis - rinoceronte di Sumatra                   |
|  |                                                                     |

|  | Dicerorhinus sumatrensis - rinoceronte di Sumatra |
|  |                                                   |

| Rhinoceros | \| \| Rhinoceros sondaicus - rinoceronte di Giava \| \| \| \| \| \| Rhinoceros unicornis - rinoceronte indiano \| \| \| \| |
|            | \| \| Rhinoceros sondaicus - rinoceronte di Giava \| \| \| \| \| \| Rhinoceros unicornis - rinoceronte indiano \| \| \| \| |
|            | Rhinoceros sondaicus - rinoceronte di Giava                                                                                |
|            | |
|            | Rhinoceros unicornis - rinoceronte indiano                                                                                 |
|            | |

|  | Rhinoceros sondaicus - rinoceronte di Giava |
|  |                                             |
|  | Rhinoceros unicornis - rinoceronte indiano  |
|  |                                             |